# Pseudospirobolellus sigmoides
Pseudospirobolellus sigmoides är en mångfotingart som beskrevs av Carl Graf Attems 1953. Pseudospirobolellus sigmoides ingår i släktet Pseudospirobolellus och familjen Pseudospirobolellidae. Inga underarter finns listade i Catalogue of Life.